# The Receiving Surfaces
The Receiving Surfaces est un album enregistré en public au club Yoshi de San Francisco le 28 août 2010 par le Rova Saxophone Quartet et John Zorn. Il a été publié en vinyle et en édition limitée à 300 exemplaires.

## Titres
| No | Titre              | Durée |
| -- | ------------------ | ----- |
|    | Face A             |       |
| 1. | Arc Fuse 1         | 7:52  |
| 2. | Helicoid           | 11:19 |
|    | Face 2             |       |
| 3. | Saddle Scroll Song | 7:08  |
| 4. | Arc Fuse 2         | 11:24 |

## Personnel
- Rova Saxophone Quartet (Bruce Ackley; Larry Ochs; Jon Raskin; Steve Adams) - saxophones
- John Zorn - saxophone alto